# Billions
Billions är en amerikansk drama-TV-serie, som började sändas i USA på TV-kanalen Showtime den 17 januari 2016. Serien rör sig i New Yorks finansvärld och följer riksåklagaren Charles "Chuck" Rhoades, spelad av Paul Giamatti, och fond-VD:n Bobby "Axe" Axelrod, spelad av Damian Lewis, och deras familjer. Serien är löst baserad på före detta federala åklagaren Preet Bharara och hans juridiska strid med hedgefondmäklaren Steve Cohen.
Säsong två hade premiär i USA februari 2017.
Säsong sex pågick under våren 2022.